# 로드아일랜드주도 제2호선

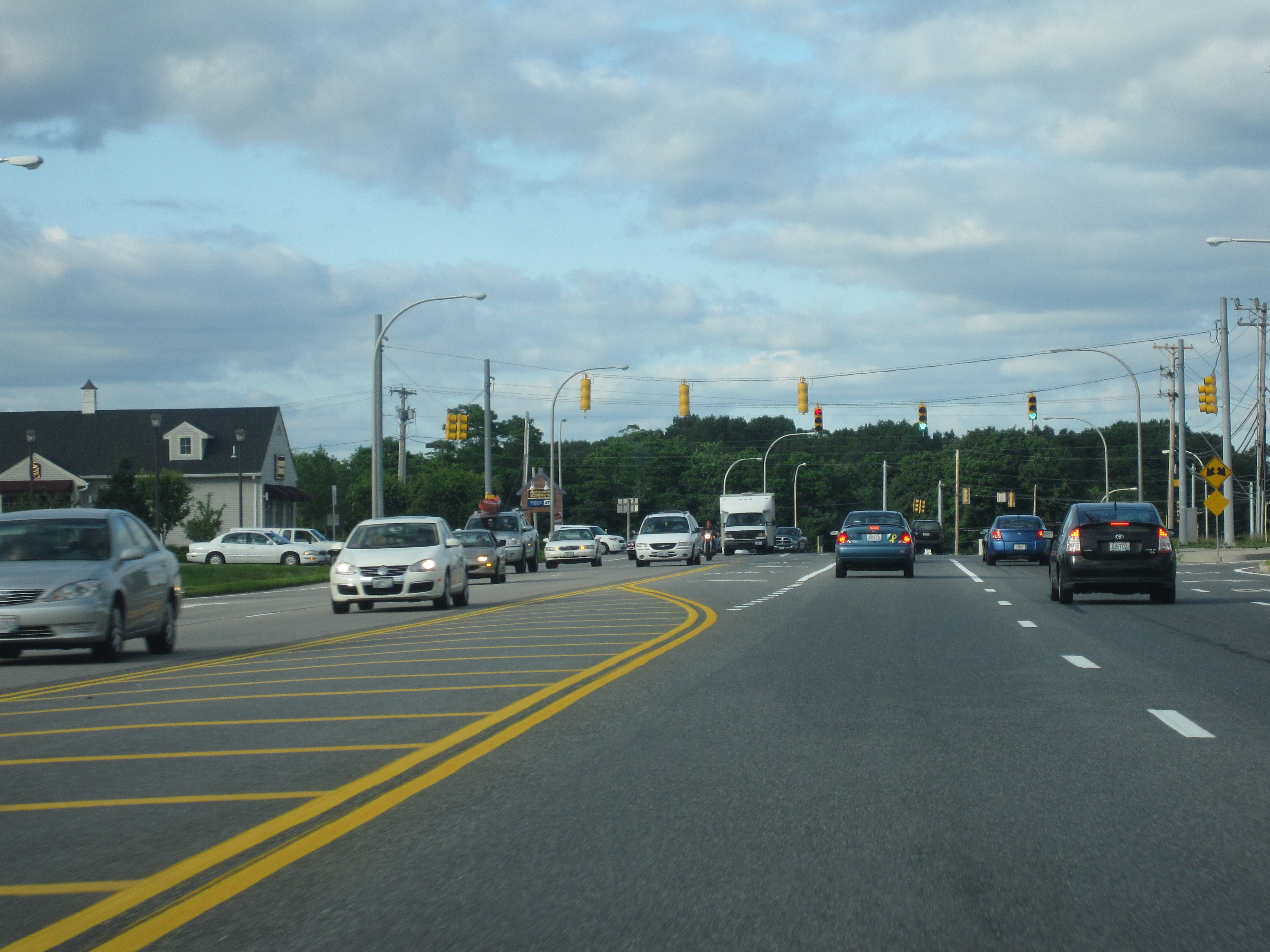
노스킹스타운에서 직접 접촉하고 있는 RI 102와 RI 2가 서로 교차하고 있는 모습, 2009년 7월

로드아일랜드주도 제2호선(Rhode Island Route 2)은 로드아일랜드주의 찰스타운에서 프로비던스까지 이어주는 총 연장 33.6 mi(54.1 km)에 이르고 있는 주도이다. 주요 교차도로를 살펴 보면 기종점 모두 국도 제1호선과 만나게 되는 것으로 나와 있다.

## 경유하고 있는 군
- 워싱턴군
- 켄트군
- 프로비던스군

## 통과하는 도로
고속도로
- 주간고속도로 제95호선
- 주간고속도로 제295호선

국도
- 국도 제1호선

주도
- 로드아일랜드주도 제112호선
- 로드아일랜드주도 제138호선
- 로드아일랜드주도 제102호선
- 로드아일랜드주도 제4호선
- 로드아일랜드주도 제402호선
- 로드아일랜드주도 제401호선
- 로드아일랜드주도 제3호선
- 로드아일랜드주도 제117호선
- 로드아일랜드주도 제115호선
- 로드아일랜드주도 제113호선
- 로드아일랜드주도 제33호선
- 로드아일랜드주도 제5호선
- 로드아일랜드주도 제37호선
- 로드아일랜드주도 제12호선
- 로드아일랜드주도 제10호선